# サウンズ・オブ・ブラックネス
サウンズ・オブ・ブラックネス（Sounds of Blackness）は、1969年に結成された、ゴスペルを基調とするアメリカのアーバン・コンテンポラリー・アンサンブル・グループ。日本ではSOBと略される向きがあるが、英語ではあまり好ましくない言葉の略と同じとなるため、本人たちは「Sounds」と略す。
1991年に人気の音楽プロデューサー・ユニット、ジャム&ルイスによりアルバム・デビュー。代表曲は「Optimistic」「Hold On Change Is Coming」など。
日本ではゴスペル愛好家の間で知られるクインシー・ジョーンズ版の「Hallelujah!」のレコーディング・アーティストでもある。
発表する多くのアルバムで、その内容は半数以上が宗教歌以外（非ゴスペル）の楽曲で、自らはゴスペル・グループとは名乗っていない。ジャズ、ブルース、ロックンロール、黒人霊歌、レゲエ、ゴスペルなど、黒人音楽をすべて扱うグループであり、「Sounds Of Blackness（黒人のサウンド）」という名前こそが自分たちのカテゴリーであるとする。

## 来歴
1969年にラッセル・ナイトンによりミネソタ州セントポールのマカレスター大学にて結成。当初はマカレスター・カレッジ・ブラック・ヴォイセスと名乗っていた。1971年にディレクターのゲイリー・ハインズがアンサンブルの統制をとり「サウンズ・オブ・ブラックネス」と公式的に名を改めた。シンガーに加え、ギター、ベース、ドラム、パーカッション、2〜3名のキーボード、2〜3名のブラスセクションのフルバンドを含み、当初は40人を超す大所帯グループで、リード・ボーカルは長らくアン・ネズビーであった。人気を得るにつれ、いくつかのレーベルから契約の話が持ち上がったが、様々な理由により長らくレコード・デビューすることはなかった。「大所帯のグループであったり、ショウの形態や内容からレコード化が無理であったのだろう」と、後にデビューする際にハインズが語っている。 また、初期にはSounds Of Blackness という名称が幾つかのレコード会社から嫌われ、「Sounds Of Music」に改名しないかと提案されたことさえあったとも、ハインズはバイオグラフィーの中に記している。
ジャネット・ジャクソンなどを手がける大物プロデューサー・ユニットのジャム&ルイスと1980年代半ばに関わりを持った。彼等は1991年にA&Mの配給の元、パースペクティヴ・レコードを創設。このレーベルより結成から20年を経てようやくデビュー・アルバムThe Evolution of Gospelを発表することができた。同アルバムは、グラミー賞の「最優秀ゴスペルクワイアーアルバム部門」を受賞の快挙となる。
1992年、クインシー・ジョーンズが黒人のトップ・アーティストを集めて制作した一大アルバムプロジェクト、Handel's Messiah: A Soulful Celebration に参加。アルバム中の1曲は、制作のすべてがゲイリー・ハインズとサウンズ・オブ・ブラックネスに委ねられた。このアルバムものちにグラミー賞を受賞する、
この頃から、スティーヴィー・ワンダー（アルバム『カンバセーション・ピース』）、プリンス（アルバム『バットマン』）などトップ・アーティストの作品でもゴスペル・スタイルのバック・コーラスを務めてゆくことになる。
その後も順調にアルバムを発表していくが、リード・ボーカルのアンが1996年春にソロ・アルバム・デビューをし、同年の夏のツアー後にこのグループから抜けた。ミネソタから離れて住むことになったアンとは、その後も折に触れてフィーチャリング・ボーカリストとしての共演、という関係を続けている。
パートナーだったジャム&ルイスは、1999年にパースペクティヴをA&Mに売却し、レーベル閉鎖してしまう。彼等は新たにレーベルを立ち上げることとなる。
以後はマイナー・レーベルや自主レーベルよりアルバムを発表している。
2011年に発表したセルフタイトルのアルバム「The Sounds Of Blackness」で、アメリカ黒人音楽界の最高栄誉の一つ、NAACPイメージ・アワードのワールドミュージック部門を受賞。なお、様々な国からのアーティストをフィーチャーした同アルバムのレコーディングには、日本のグループ、Dreamers Union Choir が参加している。
2016年にドナルド・トランプが大統領選に当選した際には、ヒット曲「Optimistic（どんな時でも楽観的に行こう）」をテーマにした、Optimistic Callenge のキャンペーンを展開。多くのシンガーやダンサーが呼応して動画を投稿した。
2018年にはビルボードライブにて、7年ぶりの来日公演を行った。

## ディスコグラフィ

### スタジオ・アルバム
- 『エヴォリューション・オブ・ゴスペル』 - The Evolution of Gospel (1991年、Perspective)
- 『ナイト・ビフォア・クリスマス』 - The Night Before Christmas... A Musical Fantasy (1992年、Perspective)
- 『アフリカ・トゥ・アメリカ』 - Africa to America: The Journey of the Drum (1994年、Perspective)
- 『タイム・フォー・ヒーリング』 - Time For Healing (1997年、Perspective)
- Reconciliation (1999年、Zinc)
- Soul Symphony (2002年、Sounds Of Blackness)
- The Night Before Christmas II (2004年、Atomic K)
- Unity (2005年、SLR/Lightyear)
- 『キングス&クイーンズ』 - Kings & Queens - Message Music From The Movement (2007年、P-Vine)
- The 3rd Gift - Story, Song & Spirit (2009年、CC Entertainment)
- The Sounds of Blackness (2011年、Atomic K)

### コンピレーション・アルバム
- 『リミックス・コレクション』 - Journey of the Drum Remix Collection (1995年、Perspective)
- The Very Best of Sounds of Blackness (2001年、A&M)
- 『ザ・ベスト1200 サウンズ・オブ・ブラックネス』 - The Collection (2003年、Spectrum)
- The Best of Sounds of Blackness – The Millennium Collection (20th Century Masters) (2007年、A&M)